# Vlag van Hemiksem
De vlag van Hemiksem werd door de gemeenteraad op 25 februari 1988 officieel vastgesteld als de gemeentelijke vlag van de Antwerpse gemeente Hemiksem. Op 9 mei 1989 werd hij door het Bestuur van Vlaanderen bevestigd en uiteindelijk gepubliceerd op 8 november 1989 in het officiële Belgisch Staatsblad.
Officieel wordt de vlag beschreven als:
Vijf even lange banen van wit en van blauw met een rode hoekige dwarsbalk over alles heen, vergezeld bovenaan op de witte banen van drie zwarte mereltjes.
De vlag is volledig gebaseerd op het gemeentewapen en ziet er dus helemaal hetzelfde uit.

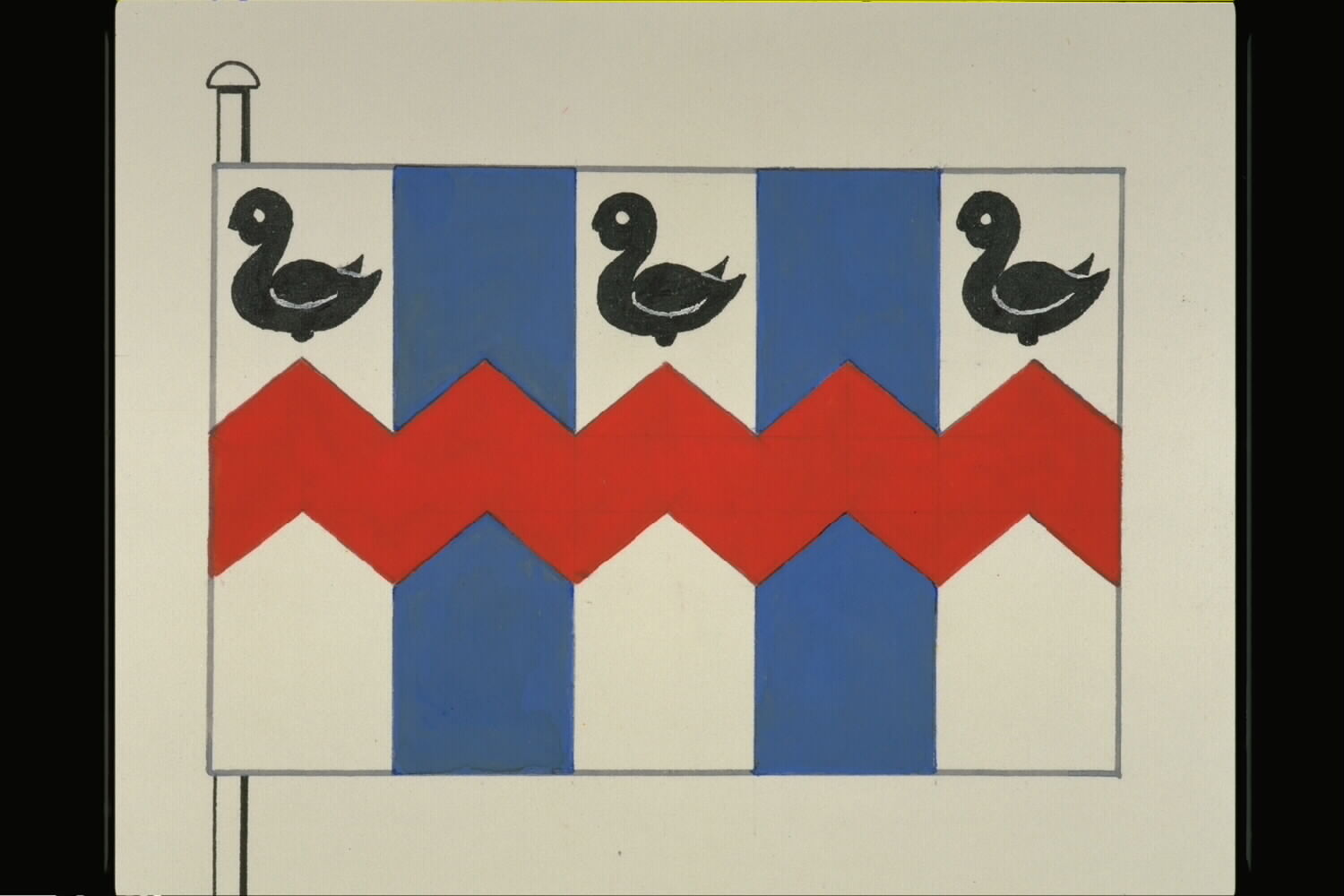
Officiële tekening van de vlag